# 圣波洛登扎
圣波洛登扎（義大利語：San Polo d'Enza），是意大利雷焦艾米利亚省的一个市镇。总面积32平方公里，人口5824人，人口密度182.0人/平方公里（2009年）。ISTAT代码为035038。